# Chlorotettix meriscus
Chlorotettix meriscus är en insektsart som beskrevs av Paul S. Cwikla 1987. Chlorotettix meriscus ingår i släktet Chlorotettix och familjen dvärgstritar. Inga underarter finns listade i Catalogue of Life.